# Jaśniszcze
Jaśniszcze (ukr. Яснище) – wieś na Ukrainie w rejonie złoczowskim należącym do obwodu lwowskiego.
Do 2020 w rejonie brodzkim. 
Urodziła się tutaj Róża Kolumba Białecka, polska zakonnica, założycielka i pierwsza przełożona generalna Zgromadzenia Sióstr Dominikanek III Zakonu św. Dominika (dominikanek).

## Położenie
Na podstawie Słownika geograficznego Królestwa Polskiego i innych krajów słowiańskich: Jaśniszcze to wieś w powiecie brodzkim, 32 km na południowy wschód od Brodów, 10 km na południe od urzędu pocztowego w Podkamieniu.